# هپینگ، شهرستان یوژونگ
هپینگ (به لاتین: Heping) یک منطقهٔ مسکونی در چین است که در گانسو واقع شده‌است. هپینگ ۳۰٬۰۰۰ نفر جمعیت دارد.